# Dognecea
Dognecea (en hongrois Dognácska et en allemand Dognatschka) est une ville de Roumanie dans le județ de Caraș-Severin située à 12 km au sud de Bocșa.

## Démographie
Lors du recensement de 2011, 89,34 % de la population se déclarent roumains et 3,38 % comme allemands (0,89 % déclarent une autre appartenance ethnique et 6,37 % ne déclarent pas d'appartenance ethnique).

## Politique
| Parti | Parti                                                 | Sièges |
| ----- | ----------------------------------------------------- | ------ |
|       | Parti national libéral (PNL)                          | 6      |
|       | Union nationale pour le progrès de la Roumanie (UNPR) | 3      |
|       | Parti social-démocrate (PSD)                          | 2      |